# Liste der Monuments historiques in Rémérangles
Die Liste der Monuments historiques in Rémérangles führt die Monuments historiques in der französischen Gemeinde Rémérangles auf.

## Liste der Bauwerke
| Bezeichnung       | Beschreibung                  | Standort          | Kennzeichnung | Schutzstatus | Datum | Bild           |
| ----------------- | ----------------------------- | ----------------- | ------------- | ------------ | ----- | -------------- |
| Kirche Notre-Dame | Erbaut ab dem 12. Jahrhundert | Grande Rue (Lage) | PA00114832    | Inscrit      | 1927  | weitere Bilder |

## Liste der Objekte
- Monuments historiques (Objekte) in Rémérangles in der Base Palissy des französischen Kultusministeriums